# Tribunal pénal canonique national
Le tribunal pénal canonique national (TPCN) est un tribunal ecclésiastique catholique français, érigé le 5 décembre 2022.

## Histoire
La Commission indépendante sur les abus sexuels dans l'Église préconise en 2021 dans les conclusions du « rapport Sauvé » la création d'un « tribunal pénal canonique interdiocésain », dont le principe est annoncé par la Conférence des évêques de France dès mars 2021,.
Sa mise en place est issue de travaux communs à l'épiscopat français comme au Tribunal de la Signature apostolique, au Vatican.
Le tribunal pénal canonique national (TPCN) est constitué à Paris le 5 décembre 2022. Cette création est inédite dans le monde catholique.

## Attributions
Le tribunal peut être saisi par toutes personnes, baptisées ou pas, qui estiment avoir été l'objet d'un délit sanctionné par la loi canonique. Il permet un dépaysement des affaires, qui relevaient auparavant des officialités (tribunaux diocésains ou interdiocésains). 
Sa compétence s'étend des affaires de violences sexuelles sur personnes majeures, des cas d’abus de confiance, d’abus spirituels, aux délits financiers. Par contre, il n'est pas compétent pour les affaires de pédocriminalité et de délits commis par un évêque, qui relèvent du Vatican,.
Il peut prononcer toutes les peines prévues par le code de droit canonique telles que l’interdiction de demeurer dans un lieu, d’exercer un ministère, la privation d’un office, le renvoi de l’état clérical ou l’excommunication. Ainsi en novembre 2024, après 18 mois de procédure, le tribunal pénal canonique national, reconnait le prêtre Bernard Tartu, coupable « d’abus sexuels sur mineurs ». Il est condamné à une « interdiction perpétuelle de la célébration publique de tout acte liturgique et de tout sacrement et sacramental à l’exception du droit de célébrer la messe seul en privé ; interdiction perpétuelle d’exercer tout ministère d’accompagnement spirituel de personnes mineures ; assignation à domicile dans un lieu désigné par l’évêque responsable ». C’est la première décision connue de cette nouvelle instance créée en 2022,. Dans cette affaire Bernard Tartu, Rome a levé l'incompétence du tribunal pour les affaires de pédocriminalité, compte tenu de la « gravité des faits » et a autorisé l’évêque Vincent Jordy à saisir le tribunal pénal canonique national.

## Composition
Le tribunal est composé de 25 membres (juges, promoteurs, notaires), deux experts et 7 avocats.
La  Commission indépendante sur les abus sexuels dans l'Église avait recommandé de veiller à « l'effectivité et à l'apparence de sa compétence et de son impartialité, notamment par une réelle collégialité et par l'intégration en son sein, non seulement de prêtres experts, mais aussi de juges laïcs spécialement formés ».

### Liste des membres (2022)
- Vicaire judiciare : Albert Jacquemin
- Vicaires judiciaires-adjoints :
  - Philippe T
  - Denis B
- Promoteur de justice : Bruno Gonçalves c.o.
- Promoteurs de justice-adjoints :
  - Bruno G
  - Alexandre B
  - Antoine-Marie L
- Juges :
  - Élisabeth A-G
  - Hervé Q
  - Joseph D
  - Laurence de V
  - Joseph D
  - Chantal C
  - Emmanuel B
  - Sabine C
  - Alexandr L
  - Frédéric L
- Chancelier : Benoit L
- Premier notaire : Pauline de B
- notaires :
  - Rolland T
  - Charles-Marie d'A
  - Edwin M
  - Gilles l
  - Jean-Eudes C
- Experts
  - Michel G
  - Nicolas P